# 弗拉维勒梅尔德
弗拉维勒梅尔德（法語：Flavy-le-Meldeux，法語發音：[flavi lə mɛldø]）是法国瓦兹省的一个市镇，属于贡比涅区。

## 地理
弗拉维勒梅尔德（49°41'7"N, 3°2'38"E）面积3.15 平方千米，位于法国上法蘭西大區瓦兹省，该省份为法国北部内陆省份，北起索姆省，西接厄尔省和滨海塞纳省，南至塞纳-马恩省和瓦兹河谷省，东临埃纳省。
与弗拉维勒梅尔德接壤的市镇（或旧市镇、城区）包括：戈朗库尔、吉斯卡尔、勒普莱西帕特杜瓦、埃姆里阿隆。

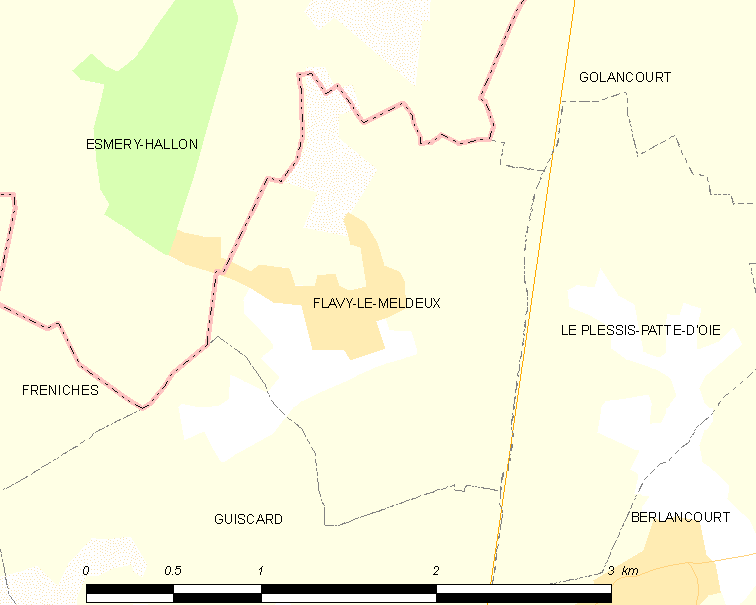
弗拉维勒梅尔德的OSM定位图

弗拉维勒梅尔德的时区为UTC+01:00、UTC+02:00（夏令时）。

## 行政
弗拉维勒梅尔德的邮政编码为60640，INSEE市镇编码为60236。

## 政治
弗拉维勒梅尔德所属的省级选区为努瓦永县。

## 人口

1962-2008年间弗拉维勒梅尔德人口变化图示

弗拉维勒梅尔德于2022年1月1日时的人口数量为225人。